# Sent Mèrd (Cruesa)
Sent Mèrd la Bruelha (en francès Saint-Merd-la-Breuille) és una comuna (municipi) de França, a la regió de la Nova Aquitània, departament de la Cruesa.
La seva població al cens de 1999 era de 238 habitants. Està integrada a la Communauté de communes des Sources de la Cruesa.

## Demografia
| 1968 | 1975 | 1982 | 1990 | 1999 |
| ---- | ---- | ---- | ---- | ---- |
| 416  | 330  | 271  | 238  | 238  |

## Administració
| Període | Identitat    | Partit |
| ------- | ------------ | ------ |
| 2001-   | Guy Faugeron | PS     |